# Tylaster
Tylaster is een geslacht van zeesterren uit de familie Poraniidae.

## Soort
- Tylaster willei Danielssen & Koren, 1881